# De Rode Kater
Edgar Allen Poes, beter bekend als De Rode Kater of De Je-weet-wel-kater, is een vaste stripfiguur uit de komische stripreeks Jan, Jans en de kinderen. Geestelijk vader was striptekenaar Jan Kruis, die het personage in 1970 bedacht. Hij baseerde zich daarbij op een van zijn eigen huisdieren. 

## Achtergronden
Kruis begon de stripreeks in 1970 aanvankelijk sterk autobiografisch. Bij het bedenken van de eerste vaste karakters liet hij zich inspireren door zijn eigen gezin, waarin zich – naast zijn twee dochters Leontine en Andrea en zijn echtgenote – op dat moment ook een rode kater bevond.
De volledige naam die Kruis het stripfiguur meegaf, is een woordspeling op de Amerikaanse dichter Edgar Allen Poe. De toevoeging 'Je-weet-wel' verwijst naar het feit dat hij een gecastreerde kater is, iets waarvoor hij zich in veel van de verhaaltjes schaamt.
Volgens Kruis' dochter Leontine waren de stripverhalen met enkel de rode kater in de hoofdrol veelal uit nood geboren. Kruis zou zijn toevlucht tot deze verhalen genomen hebben wanneer hij in tijdnood zat, omdat het tekenen van de kater hem het minste tijd kostte.

## Verhaallijnen

### Jan, Jans en de kinderen
De Rode Kater behoort samen met de teckel Lotje, de Siamees Loedertje en de pony Kobus tot de vaste huisdieren van de familie Tromp. 
In bijrollen valt hij vaak op door steeds de juiste blik op het juiste moment te trekken. In de eenpaginastrips waarin hij zelf de hoofdrol speelt (vanaf album 4) zit hij vaak in zijn eentje op de bank in de woonkamer. Deze stripjes zijn meestal monologen waarin hij filosofeert over grote vraagstukken en maatschappelijke problemen. Dit is het gevolg van zijn castratie, die hij nooit te boven is gekomen. Kruis gebruikte de Rode Kater op deze manier als spreekbuis. In een aantal andere stripjes komen alleen De Rode Kater en de overige huisdieren voor zonder de menselijke hoofdpersonages, waarbij ze bijvoorbeeld ruzie met elkaar maken om het eten.
Ook is de Rode Kater een overtuigd pacifist; hij weigert muizen te doden (album 2) en belet Loedertje om op muizenjacht te gaan (album 9). In album 5 sluit hij vriendschap met een spin, die hij beschermt tegen de andere huisdieren van de familie Tromp. Tot aan de overname van de strip in 1999 door Studio Jan Kruis – toen de personages veranderden – zag de Rode Kater zichzelf als "een vegetarische kater"; een die alleen vlees uit blik eet.    

### Eigen album en strip
In 1980 werkte Kruis aan een stripalbum dat geheel was gewijd aan de Rode Kater, getiteld Het stille verdriet van de grote rode kater. Dit boek werd in 1982 daadwerkelijk uitgegeven, en fungeerde een jaar later als prijs voor de "mooiste rode kater", een verkiezing in de Utrechtse jaarbeurshallen.
Van 2010 tot 2014 had de Rode Kater een solostrip in de Sp!ts, genaamd De Rode Kater van Libelle. Tekst: Eric Hercules en tekeningen: Daniel van den Broek

## Varia
- Kruis zelf karakteriseerde de tobberige, gefrustreerde kater na verloop van tijd niet meer zo zeer als dier, maar eerder als een zeurderig oud mannetje.[2]
- De term je-weet-wel-kater is in 2016 opgenomen in de Van Dale, als synoniem voor een gecastreerde kater.[7][8]
- Ter gelegenheid van het 20-jarig bestaan van de strip (1990) kwam er voor Libelle een speciale Rode Kater-theepot.[9] In een van de eenpaginastrips uit die tijd zegt de Rode Kater dat hij liever een wat eervollere onderscheiding had gekregen.
- In 1991 figureerde de Rode Kater op een T-shirt in een campagne van Bont voor Dieren. Het betrof een actie waarin 20 kunstenaars – waaronder Jan Kruis – T-shirts ontwierpen tegen het gebruik van bont in de kledingindustrie.[10]